# Jouko Puhakka
Pour les articles homonymes, voir Puhakka.
Jouko Puhakka, né le 10 décembre 1962, est un pilote automobile finlandais de rallyes.

## Biographie
Il commence la compétition automobile internationale en 1991 au rallye Arctique, et l'interrompt de façon régulière en 2002.
Pour 15 participations en WRC, il termine 9e de son rallye national en 1997, en y remportant des victoires de Groupe N en 1991, 1997 et 1999 (ainsi qu'en Suède en 1997), sur Mitsubishi Galant VR-4, Carisma Evo 4, et Lancer Evo 4 et 5.
Son principal copilote est Keijo Eerola tout au long de sa carrière, durant laquelle il obtient 44 victoires du Groupe N dans les courses du championnat finnois, contre 43 pour l'ensemble de tous les autres pilotes durant la même décennie 1992-2002.
En 2007 et 2008 il devient le copilote de Jouni Arolainen en championnat national, et tous deux gagnent le rallye de Thaïlande sur Ford Focus RS WRC.

## Palmarès

### Titres
- Quadruple Champion de Finlande du Groupe N: 1996, 1997, 1998 et 2001;

### 4 victoires en P-WRC
- Rallye de Finlande : 1991, 1997 et 1999;
- Rallye de Suède : 1997;

### Autre victoire notable
- Rallye de Tallinn : 1993.